# Aqua Timez FINAL LIVE 「last dance」
『Aqua Timez FINAL LIVE「last dance」』（アクアタイムズ・ファイナル・ライブ・ラストダンス）はAqua Timezの9枚目のライブ映像ディスク（DVD・Blu-ray Disc）。2019年3月27日発売。発売元はエピックレコードジャパン。

## 概要
- 2018年11月18日に横浜アリーナにて開催されたチケット即完売、13,000人を動員したAqua Timez解散前最後のライブを全曲ノーカットで収録。
- 映像特典として「Present is a Present tour 2018 document」を収録しており、本編とあわせた総再生時間は約5時間の大ボリュームとなっている。
- ライブCD『Aqua Timez FINAL LIVE「last dance」』と同日発売される。

## 収録曲

### DVD

#### Disc1
1. Overture
2. 上昇気流
3. MASK
4. ALONES
5. Velonica
6. 生きて
7. つぼみ
8. 千の夜をこえて
9. 歩み
10. LOST PARADE
11. カルペ・ディエム
12. 等身大のラブソング
13. ヒナユメ
14. 小さな掌
15. メドレー (星の見えない夜～一瞬の塵～きらきら)
16. Fly Fish
17. 自転車
18. because you are you
19. last dance
20. 銀河鉄道の夜

#### Disc2
1. しおり
2. 真夜中のオーケストラ
3. over and over
4. 決意の朝に
5. 手紙返信
6. 虹

#### 特典映像
1. Present is a Present tour 2018 document

### Blu-ray

#### Disc1
1. Overture
2. 上昇気流
3. MASK
4. ALONES
5. Velonica
6. 生きて
7. つぼみ
8. 千の夜をこえて
9. 歩み
10. LOST PARADE
11. カルペ・ディエム
12. 等身大のラブソング
13. ヒナユメ
14. 小さな掌
15. メドレー (星の見えない夜～一瞬の塵～きらきら)
16. Fly Fish
17. 自転車
18. because you are you
19. last dance
20. 銀河鉄道の夜
21. しおり
22. 真夜中のオーケストラ
23. over and over
24. 決意の朝に
25. 手紙返信
26. 虹

#### 特典映像
1. Present is a Present tour 2018 document